# 松谷 (加利福尼亞州)
松谷（英語：Pine Valley）是位於美國加利福尼亞州聖地牙哥縣的一個人口普查指定地區。

## 地理
松谷的座標為32°49′41″N 116°31′36″W / 32.82806°N 116.52667°W，而該地最高點為海拔高度1139米（即3736英尺）。

## 人口
根據2010年美國人口普查的數據，松谷的面積為18.508平方千米，均為陸地。當地共有人口1510人，而人口密度為每平方千米81人。